# Jefferson (Virgínia)
Jefferson és una concentració de població designada pel cens dels Estats Units a l'estat de Virgínia. Segons el cens del 2000 tenia 27.422 habitants.

## Demografia
Segons el cens del 2000, Jefferson tenia 27.422 habitants, 10.016 habitatges, i 6.470 famílies. La densitat de població era de 2.092,4 habitants per km².
Dels 10.016 habitatges en un 29,5% hi vivien nens de menys de 18 anys, en un 50,8% hi vivien parelles casades, en un 9,4% dones solteres, i en un 35,4% no eren unitats familiars. En el 25,8% dels habitatges hi vivien persones soles el 6,4% de les quals corresponia a persones de 65 anys o més que vivien soles. El nombre mitjà de persones vivint en cada habitatge era de 2,74 i el nombre mitjà de persones que vivien en cada família era de 3,3.
Per edats la població es repartia de la següent manera: un 21,7% tenia menys de 18 anys, un 8,5% entre 18 i 24, un 38,2% entre 25 i 44, un 22,5% de 45 a 60 i un 9% 65 anys o més.
L'edat mediana era de 35 anys. Per cada 100 dones de 18 o més anys hi havia 99,6 homes.
La renda mediana per habitatge era de 66.445 $ i la renda mediana per família de 72.682 $. Els homes tenien una renda mediana de 42.776 $ mentre que les dones 37.416 $. La renda per capita de la població era de 28.705 $. Entorn del 3,5% de les famílies i el 4,8% de la població estaven per davall del llindar de pobresa.

## Poblacions més properes
El següent diagrama mostra les poblacions més properes.